# Кенесов, Жалгас Кенесович
Жалгас Кенесович Кенесов (каз. Жалғас Кеңесұлы Кеңесов; 1 марта 1959; Яныкурганский район, Кызылординская область, Казахская ССР, СССР — 1 июля 2020; Жанаозен, Казахстан) — казахстанский композитор, автор и исполнитель своих песен. «Мәдениет қайраткері» (2004).

## Биография
Жалгас Кенесов родился 1 марта 1959 года в поселке Келинтобе Жанакорганского района Кызылординской области.
Окончил музыкальный факультет Кызылординского государственного университета имени Коркыт ата.
Трудовую деятельность начал в 1982 году заведующим клубом культуры Шардаринского района Южно-Казахстанской области.
С 1982 по 1995 годы — преподаватель музыки средней школы, заведующий клубом культуры Шардаринского района.
С 1995 по 2002 годы — заместитель директора по воспитательной работе Мангистауского колледжа нефти и газа.
С 2002 по 2010 годы — директор Дворца культуры «Мунайшы» города Жанаозен Мангистауской области.
С 2010 по 2018 годы — главный администратор управления культуры города Астаны.
С 2018 по 2020 годы — артист «Астана Цирк».

## Творчество

### Избранные песни
- каз. «Астанаға арнау» (слова Кайнар Олжай) исполняет Алтынай Жорабаева
- каз. «Қайран дүние» исполняет Нурлан Онербаев
- каз. «Қара торы қарғам ай» (слова Жалгас Кенесов) исполняет Нургали Нусипжанов
- каз. «Достар гимні» (слава Куат Бораш) исполняет Жанат Шыбыкбаев
- каз. «Махаббатым Астана» (слова Айдана Байтурсунова) исполняет Индира Расылхан
- каз. «Сағыныш» (слова Светкали Нуржан) исполняет Айгуль Косанова
- каз. «Апа сен қартаймайсың» (слова Темир Мынжас) исполняет Акжол Мейрбеков
- каз. «Сен мен үшін жаралдың» (слова Закария Сисенгали) исполняет Тамара Асар
- каз. «Қартаймайды ғашық адам» (Анар Шамшадинова) исполняет Сембек Жумагалиев
- каз. «Астана» (слова Серикзат Дуйсенгазы) исполняет Досымжан Танатаров и др.

## Награды
- 2004 — Почётный нагрудный знак Министерства культуры и информации Республики Казахстана «Деятель культуры Казахстана» (каз. Қазақстанның Мәдениет қайраткері) — за заслуги в культуре и искусстве.
- 2008 — Медаль «10 лет Астане»
- 2011 — Медаль «20 лет независимости Республики Казахстан»
- 2015 — Медаль «20 лет Конституции Республики Казахстан»
- 2016 — Медаль «25 лет независимости Республики Казахстан»
- 2018 — Медаль «20 лет Астане»
- 2018 — Звания «Почётный гражданин города Жанаозен» — за большой вклад в социально-культурное развитие города.